# Atelopus pyrodactylus
Atelopus pyrodactylus es una especie de anfibio anuro de la familia Bufonidae.

## Distribución geográfica
Esta especie es endémica de la provincia de Mariscal Cáceres en la región de San Martín, Perú. Habita a 2860 m de altitud en la parte norte de la cuenca del Río Huallaga en la ladera este de la Cordillera Central.

## Descripción
El macho mide 38.0 mm.

## Publicación original
- Venegas & Barrio, 2006 "2005" : A new species of harlequin frog (Anura: Bufonidae: Atelopus) from the northern Cordillera Central, Peru. Revista española de herpetología, vol. 19, p. 103–112[5]